# Karin Refos
Karin Refos (circa 1958) is een Surinaams voormalig model, ondernemer en voorspreker van kinder- en genderrechten. Ze is eigenaar van STAS International.

## Biografie

### Model en SuriPop
Karin Refos is een dochter van Ewald (Slim) Refos, de voormalig directeur van Suralco en voorzitter van de Surinaamse Voetbal Bond (SVB). Haar broer is de musicus Erik Refos.
Ze deed in 1978 mee aan de verkiezing voor Miss Suriname. Ze won toen de derde plaats, na Garance Rustwijk op 1 en Peggy Ann von Stein op 2. In De Vrije Stem werd ze omschreven als "een persoonlijkheid die zo'n beetje de lieveling van de zaal was."
In 1978 was ze een van de grondleggers van het componistenfesitval SuriPop, samen met Leni Healy, Harto Soemodihardjo, Juan Navia, Ruben del Prado en Werner Duttenhofer. De eerste editie vond plaats in Theater Thalia in Paramaribo.

### Onderneemster
In de jaren tachtig verbleef ze in Amsterdam. Ze was vertegenwoordigster van een cosmeticamerk voor vrouwen met een donkere huid en docente op een beroepsopleiding voor make-up en visagie. Begin jaren negentig bevond ze zich in Oranjestad op Aruba. Hier was ze in 1993 een van de docenten van een cursus voor algemene ontwikkeling.
In Oranjestad richtte ze rond 1994 STAS Caribe op. Voor de Aruba Trade & Industry Association (ATIA) organiseerde ze de remigratie van Arubanen uit Nederland. Later vestigde ze STAS International in Paramaribo, dat vanuit vier divisies werkt aan merkpositionering, communicatie en evenementen. Vanuit STAS was ze betrokken bij diverse projecten, waaronder als adviseur voor de toerismecampagne City of Smiles (2010) en het nieuwe logo van de Centrale Bank (2015).
In 2016 werd ze uitgeroepen tot winnaar van de prijs van Communicatie Man/Vrouw van Suriname.

### Nationale Volksmuziekschool
In 2006 nam ze met Jörgen Raymann het initiatief voor de oprichting van de Nationale Volksmuziekschool. Diverse muziekdocenten en sponsors werkten eraan mee en de school werd aanvankelijk gevestigd in de Grote Pastorie. Van 2006 tot 2017 was zij bestuursvoorzitter van de school.

### Gender- en kinderrechten
Vanuit STAS positioneert ze niet alleen bedrijven, mensen en merken, maar richt ze zich ook rechten van kinderen en vrouwen.

#### Kinderen zichtbaar veilig
In 2008 was ze voorzitter van de Mediaboard voor Kinderrechten en leidde ze de landelijke campagne Kinderen zichtbaar veilig. In de voorgaande jaren hadden de cijfers van kindermishandeling een dramatische stijging vertoond. Als reactie hierop vroeg de board aan mediahuizen aanstootgevende reclames, videoclips en liedjes te weigeren. In 2014 ontwierp ze de billboards en het logo voor de promotiecampagne van het Bureau Rechten van het Kind dat deel uitmaakt van het ministerie van Sociale Zaken.

#### Pink Ribbon
Rond 2010 werd ze geconfronteerd met borstkanker. Daarop kwam ze in januari 2012 met de oprichting van de Stichting Pink Ribbon Suriname om meer mensen bewust te laten worden van deze ziekte. Aan haar campagne werkte onder meer de voormalig wereldkampioen boksen, acteur en coach Lucia Rijker mee. De campagne kreeg in de jaren erna opvolging met diverse andere acties, waaronder met een Pink Ribbonloop op verschillende locaties in het land. Refos werd uiteindelijk uitgeroepen tot erevoorzitter van de stichting.

#### Vrouwenparticipatie
Met Carla Bakboord, Betty Cederboom en Nadia Raveles richtte ze op 27 januari 1997 de Stichting Women's Rights Centre (WRC) op.
Toen Refos in 2013 op een handelsmissie naar Indonesië was, ontdekte ze dat er zich tussen de 21 leden en plaatsvervangende leden van het bestuur van de Kamer van Koophandel en Fabrieken (KKF) geen vrouwen bevonden. Ze vond dat hier een eind aan moest komen en besloot deel te nemen aan de KKF-verkiezingen van december 2015. Daarbij stelde ze een wet uit 1962 aan de kaak die deelname van jongeren in het dagelijks bestuur onmogelijk maakt. Refos kwam met een eigen kandidatenlijst voor Overige handels- en tussenpersonen, een van de acht branches van de kamer. Haar lijst bestond uit vier vrouwelijke en vier mannelijke kandidaten. Rachied Doekhie stelde tegenkandidaten en wist de winst naar zich toe te trekken.
In aanloop naar de verkiezingen van 2015 en 2020 organiseerde ze de campagnes Meer Vrouwelijk Leiderschap in 2015 en Balans in 2020, met als inzet meer participatie van vrouwen in de politiek. Haar campagne vanaf mei 2014 bestond uit de verspreiding van posters en de organisatie van debatten tussen politieke leiders. De campagnes waren succesvol. In 2015 was er keuze uit 80 vrouwelijke kandidaten voor De Nationale Assemblée (DNA), van wie er uiteindelijk 13 (25%) werden verkozen. Tot het kabinet-Bouterse II traden 3 vrouwen toe. In 2020 vertoonden de kandidatenlijsten van enkele partijen inmiddels een gelijke balans. Er kwamen 17 vrouwen DNA binnen (33%) en tot het kabinet-Santokhi traden 6 vrouwen toe (35%).